# Салина-Крус (муниципалитет)
Салина-Крус (исп. Salina Cruz) — муниципалитет в Мексике, входит в штат Оахака. Население — 76 219 человек (на 2005 год).